# Le affinità elettive (film)
Le affinità elettive è un film del 1996 diretto dai fratelli Taviani.
Il soggetto è tratto dall'omonimo romanzo di Johann Wolfgang von Goethe del 1809. L'azione è trasferita  dalla Germania alla Toscana di San Miniato e Poggio a Caiano e spostata cronologicamente in era napoleonica.
Prima coproduzione internazionale nella carriera dei fratelli Taviani, è anche stato il loro primo film senza la musica di Nicola Piovani dai tempi de La notte di San Lorenzo.
È stato presentato fuori concorso al 49º Festival di Cannes.

## Trama
Il matrimonio tra Edoardo e Carlotta s'incrina con l'arrivo al castello della giovane Ottilia, nipote di Carlotta, e di Ottone. Edoardo è attratto da Ottilia, Carlotta da Ottone.

## Riconoscimenti
Grolla d'oro per la produzione (Grazia Volpi). 
- Festival di Cabourg 1996: Swann d'oro alla miglior attrice (Marie Gillain)